# NGC 3219
NGC 3219 este o astronomical radio source⁠(d) situată în constelația Leul Mic. A fost descoperită în 11 aprilie 1882 de către Édouard Stephan⁠(d).